# الضوابط الإدارية
Administrative Controls (الضوابط  الإدارية)

الضوابط الإدارية هي التدريب، الاجراء، السياسة، أو تغيير التصاميم التي تقلل من تهديد المخاطر على الافراد.
الضوابط الادارية عادة ما تغير من سلوك الاشخاص ( على سبيل المثال، عمال المصانع) بدلاً من ازالة الخطر الفعلي أو توفير معدات الحماية الشخصية (PPE).
الضوابط الإدارية هي الرابعة في التسلسل الهرمي الأكبر لضوابط المخاطر،
تصنف الضوابط الإدارية أكثر فعالية وكفاءة ضمن ضوابط المخاطر من معدات الوقاية الشخصية ؛ لأنها تنطوي على سلوك ما من التخطيط المسبق والوقاية، في حين أن معدات الوقاية الشخصية تخدم فقط كحاجز نهائي بين الخطر والعامل.
الضوابط الإدارية هي ثاني أدنى مستوى لأنها تتطلب من العمال أو أصحاب العمل التفكير بنشاط أو الامتثال للأنظمة وعدم تقديم حلول دائمة للمشاكل.
بشكل عام، تكون الضوابط الإدارية أرخص في البداية، لكنها قد تصبح أكثر تكلفة بمرور الوقت مع ارتفاع معدلات الفشل والحاجة إلى تدريب مستمر أو إعادة التأهيل لتتفوق على الاستثمارات الأولية لضوابط المخاطر الثلاثة المرغوبة في التسلسل الهرمي. يوصي المعهد الوطني الأمريكي للسلامة والصحة المهنية بالضوابط الإدارية عندما لا يمكن إزالة المخاطر أو تغييرها ، والضوابط الهندسية ليست عملية.
بعض الأمثلة الشائعة للضوابط الإدارية تتضمن ضوابط ممارسة العمل مثل حظر ماصات الفم وإعادة استرجاع الإبر، بالإضافة إلى تدوير مناوبة العمال في مناجم الفحم لمنع فقدان السمع.  ومن الأمثلة الأخرى لوائح ساعات الخدمة لمشغلي المركبات التجارية، لافتات السلامة من المخاطر،  والصيانة المنتظمة للمعدات.